# 갈레리우스
갈레리우스 막시미아누스(Galerius Maximianus, 250년 경 추정 – 311년 5월 5일)은 305년부터 311년까지 로마 황제였다.
오늘날 불가리아 소피아 인근의 미천한 가문에서 태어났으나 탁월한 군경력을 인정 받았고 디오클레티아누스가 사두 정치 체제를 수립할 당시 293년 3월 1일 콘스탄티우스 클로루스와 함께 부제(Caesar)로 임명되었다.
도나우강 부근 적대 부족들과 수년 동안 싸운 뒤, 297년 사산조 페르시아에 대한 군사행동의 지휘를 맡아서 실패했으나 나중에 대대적인 승리를 거두었고 티그리스 동쪽까지 진격하였다. 이는 로마 제국이 동쪽으로 가장 멀리 진격한 것으로 기록된다.
디오클레티아누스와 막시미아누스가 305년 5월 1일 퇴위하자 제국의 동부의 정제(Augustus)가 되었다. 나중에 막시미아누스의 다르 막센티우스가 사두체제와는 별도로 군주권을 주장하자 308년 이탈리아로 원정을 떠났으나 별 소득없이 물러났다. 이후 카르눈툼 수뇌 회담에서 친구 리키니우스를 서방 부제로 세워 안전을 도모했다.
기독교를 박해했던 것으로 알려져 있으나 311년 4월 30일 로마 가톨릭에 신앙의 자유를 허용하는 칙령을 공포했다. 그 후 얼마 안되어 죽고 조카인 막시미누스 다이아가 뒤를 이었다.
| 타고난 이름 | 가이우스 갈레리우스 발레리우스 막시미아누스(Gaius Galerius Valerius Maximianus )                                                                                        |
| 군주 이름   | 임페라토르 카이사르 갈레리우스 발레리우스 막시미아누스 피우스 펠릭스 인빅투스 아우구스투스 (Imperator Caesar Galerius Valerius Maximianus Pius Felix Invictus Augustus) |
| 제위 기간   | 293년 - 305년 (디오클레티아누스의 부제) 305년 - 311년 (콘스탄티우스 클로루스와 공동 정제)                                                                               |
| 앞선 군주   | 디오클레티아누스와 막시미아누스 |
| 다음 군주   | 콘스탄티누스 1세 |

## 같이 보기
- 갈레리우스 개선문